# Fairview (Califórnia)
Fairview é uma Região censo-designada localizada no estado americano da Califórnia, no Condado de Alameda.

## Demografia
Segundo o censo americano de 2020, a sua população era de 11341 habitantes.

## Geografia
De acordo com o United States Census Bureau tem uma área de 7,8 km², dos quais 7,7 km² cobertos por terra e 0,1 km² cobertos por água.

## Localidades na vizinhança
O diagrama seguinte representa as localidades num raio de 16 km ao redor de Fairview.